# Harlan James Smith

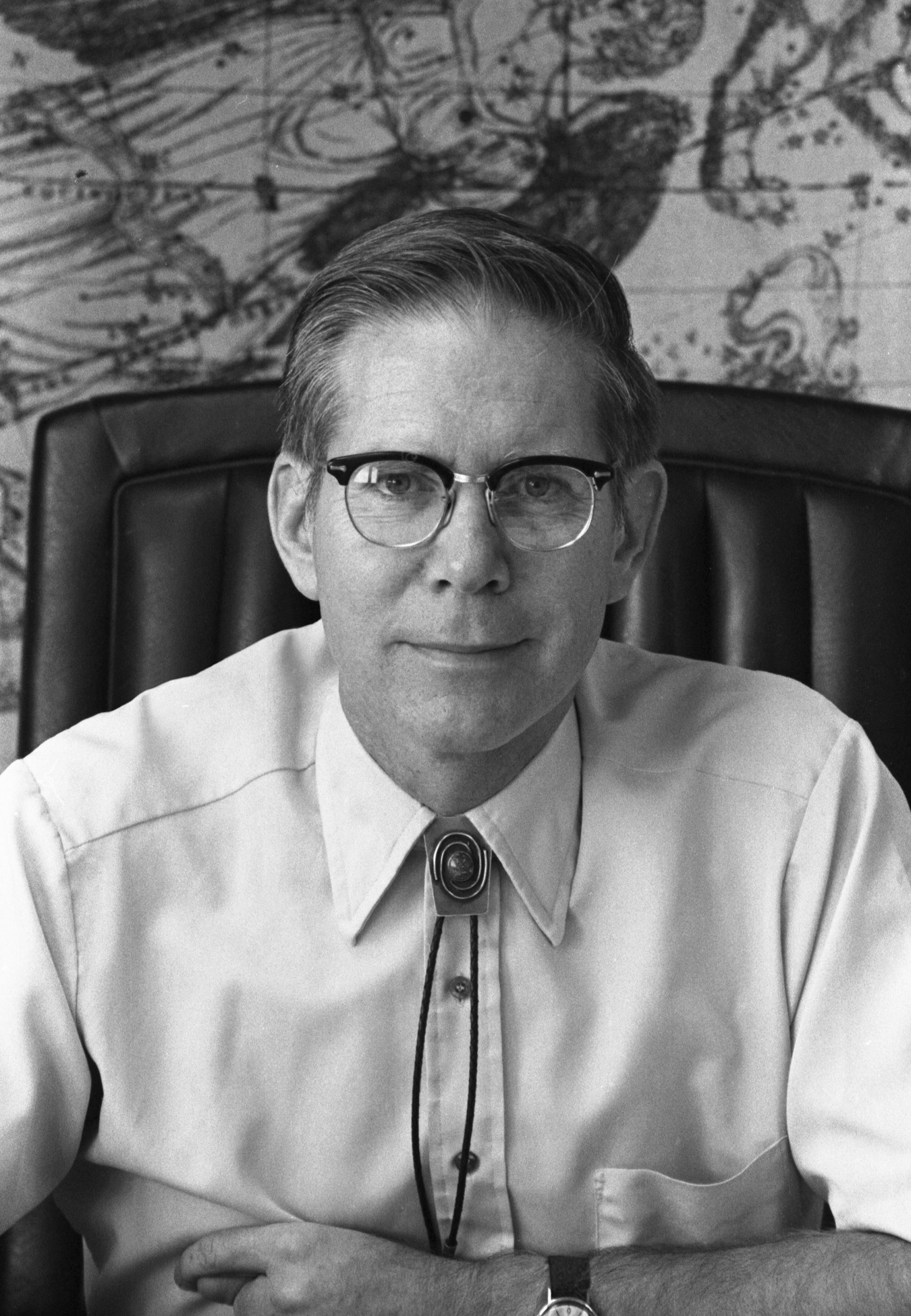
Harlan J. Smith am McDonald Observatory

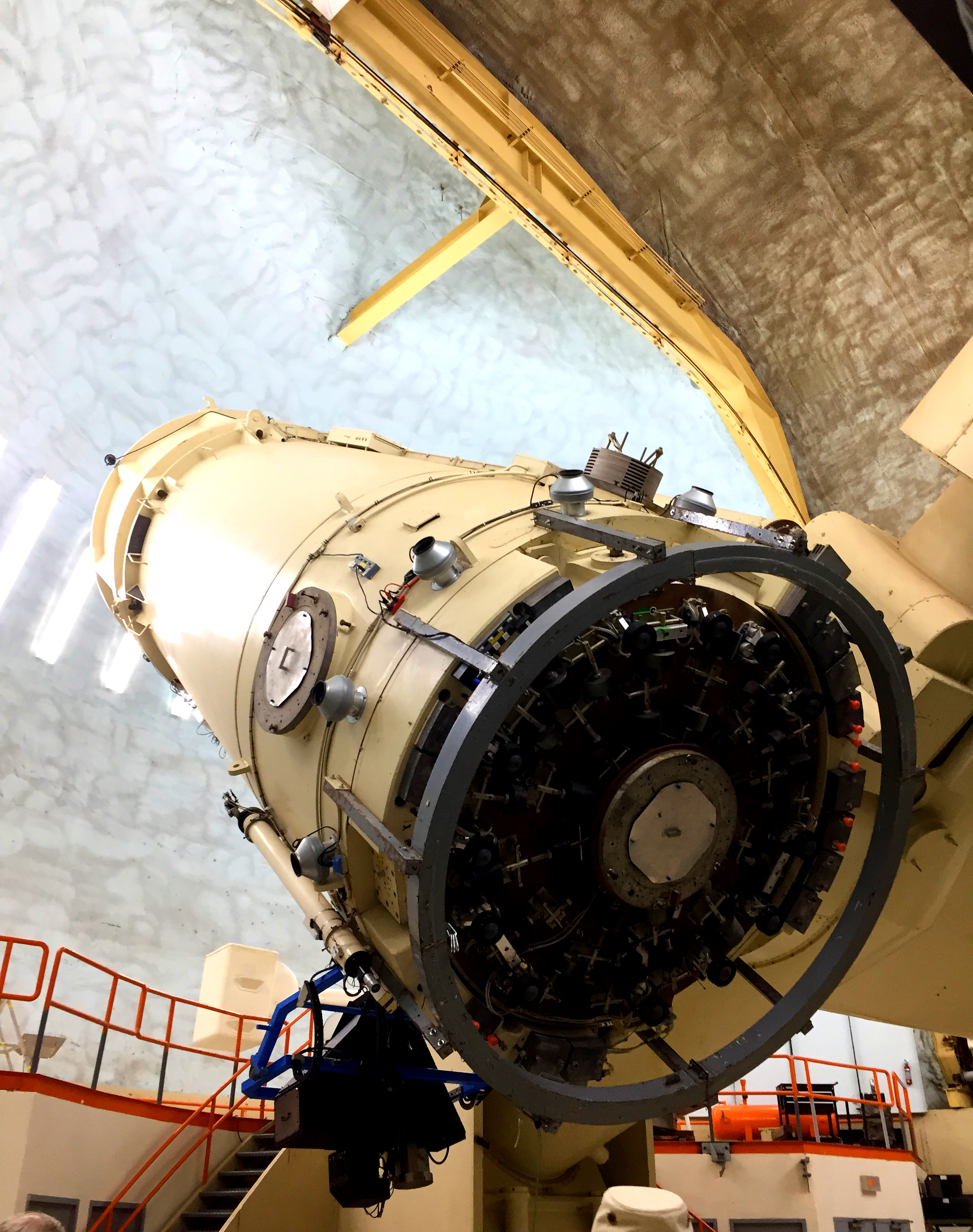
Das Harlan-J-Smith-Teleskop

Harlan James Smith (* 25. August 1924 in Wheeling (West Virginia); † 17. Oktober 1991 in Austin (Texas)) war ein US-amerikanischer Astronom.

## Leben
Harlan James Smith wurde am 25. August als Sohn von Paul Elder und Anna Persis Smith in der Kleinstadt Wheeling in West Virginia geboren. Er beendete die Schulzeit 1942 und trat als 18-Jähriger während des Zweiten Weltkriegs ins United States Army Air Corps ein, wo er an der Denison University (Ohio) eine einjährige meteorologische Ausbildung mit einem dreimonatigen Anschlusstraining an der Harvard-Universität absolvierte. Die Kriegszeit verbrachte er in den Vereinigten Staaten und im pazifischen Raum, 1946 verließ er die Armee. Im Sommer desselben Jahres begann er sein Astronomiestudium an der Harvard-Universität, erhielt dort 1949 seinen Bachelor- und 1951 seinen Master-Abschluss. Unter Fred Lawrence Whipple wurde er 1955 mit der Dissertation Some investigations of short-period cluster-type variables an der Harvard-Universität promoviert.
Schon vor Fertigstellung seiner Dissertation erhielt er 1953 eine Dozentenstelle an der Yale-Universität und stieg dort weiter auf, 1957 wurde er Assistant Professor und 1960 Associate Professor. Er erweiterte sein Forschungsinteresse auf das damals aufkommende Gebiet der Radioastronomie, wurde von 1958 bis 1963 Mitherausgeber des Astronomical Journal und 1961/62 Sekretär der American Astronomical Society. Hier machte er zusammen mit Dorrit Hoffleit seine bedeutendste astronomische Entdeckung, nämlich die Veränderlichkeit des Quasars 3C 273, die 1963 im Nature veröffentlicht wurde. Ferner untersuchte er die Emission von Radiowellen des Planeten Jupiter.
1963 ging Smith nach Austin in Texas, wo er Direktor des McDonald-Observatorium wurde und die Leitung der astronomischen Abteilung der University of Texas übernahm. Unter seiner Führung wurden neue Teleskope beschafft, darunter das 2,7-m-Spiegelteleskop, das zum Zeitpunkt seiner Inbetriebnahme 1969 das drittgrößte der Welt war. Ferner trieb er die Zusammenarbeit mit der NASA voran, die Beteiligung am Lunar-Laser-Ranging-Experiment, einer sehr genauen Entfernungsmessung zu einem auf dem Mond platzierten Retroreflektor, verschaffte dem McDonald-Observatorium internationale Bedeutung.
Am 21. Dezember 1950 heiratete er Joan Greene. Das Ehepaar hatte fünf Kinder, Nathaniel, Sara (verstorben), Julia, Theodore und Hannah. Joan Greene wuchs in China auf, was Smiths Interesse an diesem Land begründete. Er sprach Mandarin, besuchte mehrfach astronomische Einrichtungen in China und betreute viele chinesische Astronomen und Studenten in Texas. Smith war auch in der Öffentlichkeitsarbeit engagiert, er war am Radioprogramm StarDate des McDonald-Observatorium beteiligt und entwickelte die Fernsehreihe The Story of the Universe. Er war von 1966 bis 1970 Mitglied der Large Space Telescope-Kommission des National Academy of Sciences, aus der das Hubble-Weltraumteleskop hervorging. In der American Astronomical Society war er 1974/75 Vorsitzender der Abteilung Planetologie, von 1975 bis 1978 Ratsmitglied und von 1977 bis 1979 Vizepräsident. Weitere Organisationen, in denen er mitarbeitete, waren der National Research Council, die Association of Universities for Research in Astronomy und die Arbeitsgruppe für Planetologie der NASA.
1989 trat Smith in den Ruhestand, er zog sich vom Observatorium zurück und konzentrierte sich auf die Lehre. Am 17. Oktober 1991 erlag er im Seton Medical Center in Austin im Alter von 67 Jahren seiner Krebserkrankung.

## Ehrungen
- Das von 1966 bis 1968 errichtete 2,7-m-Teleskop am McDonald-Observatorium trägt den Namen Harlan J. Smith Teleskop.[9]
- 1973 erhielt Smith die Ehrendoktorwürde der Nikolaus-Kopernikus-Universität Toruń sowie 1983 der Denison-Universität.[7]
- Der 1985 entdeckte Asteroid (3842) Harlansmith wurde nach Harlan James Smith benannt.[10]
- 1991 wurde Smith mit der NASA Distinguished Public Service Medal ausgezeichnet.[7]
- Im Jahre 2000 benannte die Internationale Astronomische Union den Mondkrater Harlan offiziell nach Harlan James Smith.[11]